# Martialis av Limoges
Martialis av Limoges, död under det första eller tredje århundradet, ska ha varit den förste biskopen av Limoges i nuvarande Frankrike (dåvarande Gallien). Detta angavs i en numera förkommen biografi av Saturninus, som var den förste biskopen av Toulouse. Den citerades av Gregorius av Tours i dennes verk Frankerkrönikan (Historia Francorum).